# 장신이

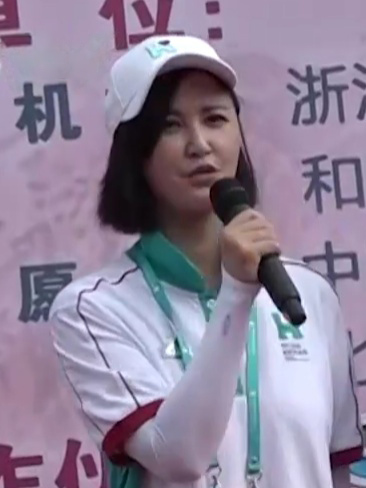

장신이(Zhang Xinyi, 1981년 5월 29일 ~ )는 중화인민공화국의 배우이다.
쓰촨성에서 태어났다.

## 방송
- 찰문상애파
- 호상호상애상니
- 해우공주
- 대하인녀
- 신규밀시대

## 영화
- 소년시절의 너 (2019년) - 쉬미아오 역
- 정복의 신 징기즈칸 (2018년)
- 미스 퍼프 (2017년)
- 찰문상애파 (2016년)
- 호상호상애상니 (2016년)
- 신규밀시대 (2014년)
- 대하인녀 (2014년)
- 노공적춘천 (2013년)
- 승리 (2013년)
- 마이 새시 허비 (2012년)
- 대남당혼 (2012년)
- 필부 (2012년)
- 베이징 러브 스토리 (2012년)
- 신상문녀서 (2011년)
- 실연 33일 (2011년)
- 인재경도 (2010년)
- 여인불괴 (2008년)